# Indische Cricket-Nationalmannschaft in Pakistan in der Saison 1982/83
Die Tour der indischen Cricket-Nationalmannschaft nach Pakistan in der Saison 1982/83 fand vom 3. Dezember 1982 bis zum 4. Februar 1983 statt. Die internationale Cricket-Tour war Bestandteil der Internationalen Cricket-Saison 1982/83 und umfasste sechs Tests und vier ODIs. Pakistan gewann die Test-Serie 3–0 und die ODI-Serie 3–1.

## Vorgeschichte
Pakistan spielte zuvor eine Tour gegen Australien, Indien eine Tour gegen Sri Lanka.
Das letzte Aufeinandertreffen der beiden Mannschaften bei einer Tour fand in der Saison 1979/80 in Indien statt.

## Stadien
Die folgenden Stadien wurden für die Tour als Austragungsort vorgesehen.
| Stadion                  | Stadt      | Kapazität | Spiele               |
| ------------------------ | ---------- | --------- | -------------------- |
| Iqbal Stadium            | Faisalabad | 18.000    | 3. Test              |
| Municipal Stadium        | Gujranwala | 40.000    | 1. ODI               |
| Niaz Stadium             | Hyderabad  | 15.000    | 4. Test              |
| National Stadium         | Karachi    | 34.228    | 2. & 6. Test; 4. ODI |
| Gaddafi Stadium          | Lahore     | 60.000    | 1. & 5. Test; 3. ODI |
| Ibn-e-Qasim Bagh Stadium | Multan     | 18.000    | 2. ODI               |

## Kaderlisten
| Test | Test | ODI | ODI |
| Pakistan | Indien | Pakistan | Indien |
| --- | --- | --- | --- |
| - Abdul Razzaq - Haroon Rasheed - Imran Khan - Iqbal Qasim - Jalal-ud-Din - Javed Miandad - Majid Khan - Mansoor Akhtar - Mohsin Kamal - Mudassar Nazar - Saleem Malik - Sarfraz Nawaz - Sikander Bakht - Tahir Naqqash - Wasim Akram - Wasim Akram - Zaheer Abbas | - Mohinder Amarnath - Kapil Dev - Dilip Doshi - Sunil Gavaskar - Syed Kirmani - Madan Lal - Arun Lal - Sandeep Patil - Balwinder Sandhu - Thirumalai Sekhar - Yashpal Sharma - Ravi Shastri - Maninder Singh - Kris Srikkanth - Dilip Vengsarkar - Sadanand Viswanath | - Ijaz Faqih - Imran Khan - Jalal-ud-Din - Javed Miandad - Mansoor Akhtar - Mohsin Kamal - Mudassar Nazar - Sarfraz Nawaz - Shahid Mahboob - Sikander Bakht - Tahir Naqqash - Wasim Akram - Wasim Akram - Zaheer Abbas | - Mohinder Amarnath - Kapil Dev - Dilip Doshi - Sunil Gavaskar - Syed Kirmani - Arun Lal - Madan Lal - Sandeep Patil - Balwinder Sandhu - Thirumalai Sekhar - Yashpal Sharma - Ravi Shastri - Maninder Singh - Kris Srikkanth - Dilip Vengsarkar |

## One-Day Internationals

### Erstes ODI in Gujranwala
| 3. Dezember Scorecard | Gujranwala | Pakistan 224-4 (40/40)       | – | Indien 210-6 (40/40) |
|                       |            | Pakistan gewinnt mit 14 Runs |   |                      |

### Zweites ODI in Multan
| 17. Dezember Scorecard | Multan | Pakistan 263-2 (40/40)       | – | Indien 226-7 (40/40) |
|                        |        | Pakistan gewinnt mit 37 Runs |   |                      |

### Drittes ODI in Lahore
| 31. Dezember Scorecard | Lahore | Pakistan 252-3 (33/33)                      | – | Indien 193-4 (27/27) |
|                        |        | Indien gewinnt mit 18 Runs (Revised Target) |   |                      |

### Viertes ODI in Karachi
| 21. Januar Scorecard | Karachi | Indien 197-6 (40/40)           | – | Pakistan 198-2 (35/40) |
|                      |         | Pakistan gewinnt mit 8 Wickets |   |                        |

## Tests

### Erster Test in Lahore
| 10. – 15. Dezember Scorecard | Lahore | Pakistan 485 (143.5) & 135-1 (46) | – | Indien 379 (124.5) |
|                              |        | Remis                             |   |                    |

### Zweiter Test in Karachi
| 23. – 27. Dezember Scorecard | Karachi | Indien 169 (53.1) & 197 (60.1)                 | – | Pakistan 452 (109.5) |
|                              |         | Pakistan gewinnt mit einem Innings und 86 Runs |   |                      |

### Dritter Test in Faisalabad
| 3. – 8. Januar Scorecard | Faisalabad | Indien 372 (85.3) & 286 (94.5)  | – | Pakistan 652 (142.4) & 10-0 (2.1) |
|                          |            | Pakistan gewinnt mit 10 Wickets |   |                                   |

### Vierter Test in Hyderabad
| 14. – 19. Januar Scorecard | Hyderabad | Pakistan 581-3d (166)                           | – | Indien 189 (56.2) & 273 (111.4) (f/o) |
|                            |           | Pakistan gewinnt mit einem Innings und 119 Runs |   |                                       |

### Fünfter Test in Lahore
| 23. – 28. Januar Scorecard | Lahore | Pakistan 323 (103.5) | – | Indien 235-3 (81.2) |
|                            |        | Remis                |   |                     |

### Sechster Test in Karachi
| 30. Januar – 4. Februar Scorecard | Karachi | Indien 393-8d (136) & 420-6d (68) | – | Pakistan 224-2 (117.2) |
|                                   |         | Remis                             |   |                        |